# 高山熏倒牛
高山熏倒牛（学名：Biebersteinia odora）是熏倒牛科熏倒牛属的植物。分布于中亚、克什米尔地以及中国大陆的新疆、西藏等地，生长于海拔2,600米至5,100米的地区，一般生长在高山碎石风化物冰碛堆积物或潮湿的砂砾山坡，目前尚未由人工引种栽培。